# Diplonevra angustipennis
Diplonevra angustipennis är en tvåvingeart som beskrevs av Schmitz 1929. Diplonevra angustipennis ingår i släktet Diplonevra och familjen puckelflugor. Inga underarter finns listade i Catalogue of Life.